# Orlovibairdia arcaforma
Orlovibairdia arcaforma är en kräftdjursart som först beskrevs av Swanson 1979.  Orlovibairdia arcaforma ingår i släktet Orlovibairdia och familjen Bythocyprididae. Inga underarter finns listade i Catalogue of Life.